# پیتر اوتشنایدر
پیتر اوتشنایدر (انگلیسی: Peter Utzschneider؛ زادهٔ ۶ مارس ۱۹۴۶) ورزشکار بابسلد اهل آلمان بود.
وی در مسابقات کشوری و بین‌المللی در مجموع برندهٔ ۵ مدال طلا، ۳ مدال نقره، ۴ مدال برنز شده‌است.